# Canadian Rugby Championship 2017
Canadian Rugby Championship 2017 – dziewiąta edycja najwyższej klasy rozgrywkowej w męskim rugby union w Kanadzie. Zawody odbywały się w dniach 14 lipca–19 sierpnia 2017 roku.

## Informacje ogólne
Cztery uczestniczące drużyny rywalizowały systemem kołowym, następnie zaś dwie najlepsze po fazie grupowej zespoły spotkały się w finale tych rozgrywek, pozostałe zaś zmierzyły się w meczu o trzecie miejsce. Rozkład gier został opublikowany w lutym 2017 roku: pierwsza runda spotkań odbyła się w lipcu jako derby regionów, zaś pozostałe trzy rundy w sierpniu w Calgary. Zawody były transmitowane w Internecie.
W finale drużyna BC Bears pokonała zespół z Ontario zdobywając tym samym pierwszy tytuł od 2009 roku, brąz po zwycięstwie nad Atlantic Rock otrzymali zawodnicy Prairie Wolf Pack. Najwięcej punktów zdobył przedstawiciel triumfatorów, Guiseppe du Toit, zaś przyłożeń Kainoa Lloyd.

## Faza grupowa
| 14 lipca 201719:00 | BC Bears | 43:0 | Prairie Wolf Pack | UBC Wolfson Fields, Vancouver |
| 14 lipca 201719:00 |          | 43:0 |                   | UBC Wolfson Fields, Vancouver |

| 22 lipca 201717:00 | Atlantic Rock | 17:24 | Ontario Blues | Truro Saints RFC, Truro |
| 22 lipca 201717:00 |               | 17:24 |               | Truro Saints RFC, Truro |

| 13 sierpnia 201713:00 | Prairie Wolf Pack | 22:45 | Ontario Blues | Calgary Rugby Park, Calgary |
| 13 sierpnia 201713:00 |                   | 22:45 |               | Calgary Rugby Park, Calgary |

| 13 sierpnia 201715:00 | BC Bears | 20:13 | Atlantic Rock | Calgary Rugby Park, Calgary |
| 13 sierpnia 201715:00 |          | 20:13 |               | Calgary Rugby Park, Calgary |

| 16 sierpnia 201717:00 | Ontario Blues | 31:34 | BC Bears | Calgary Rugby Park, Calgary |
| 16 sierpnia 201717:00 |               | 31:34 |          | Calgary Rugby Park, Calgary |

| 16 sierpnia 201719:00 | Prairie Wolf Pack | 29:33 | Atlantic Rock | Calgary Rugby Park, Calgary |
| 16 sierpnia 201719:00 |                   | 29:33 |               | Calgary Rugby Park, Calgary |

## Faza pucharowa
Mecz o 3. miejsce
| 19 sierpnia 201717:00 | Atlantic Rock | 19:41 | Prairie Wolf Pack | Calgary Rugby Park, Calgary |
| 19 sierpnia 201717:00 |               | 19:41 |                   | Calgary Rugby Park, Calgary |

Mecz o 1. miejsce
| 19 sierpnia 201719:00 | BC Bears | 30:29 | Ontario Blues | Calgary Rugby Park, Calgary |
| 19 sierpnia 201719:00 |          | 30:29 |               | Calgary Rugby Park, Calgary |